# NGC 6013
NGC 6013 (również PGC 56287 lub UGC 10080) – galaktyka spiralna z poprzeczką (SBb), znajdująca się w gwiazdozbiorze Herkulesa. Odkrył ją Édouard Jean-Marie Stephan 21 czerwca 1876 roku. Jest to galaktyka aktywna.